# Безракетный космический запуск
Безракетный космический запуск (англ. Non-rocket spacelaunch, NRS) — космический запуск, или способ выведения на орбиту, при котором некоторая или вся необходимая скорость и высота достигается без помощи традиционных ракет, запускаемых с земной поверхности. Предложено множество альтернатив ракетам. В некоторых системах, таких как ракетные салазки и воздушный старт, ракета участвует в достижении орбиты, но включается после достижения некой начальной высоты или скорости другим способом.
В стоимости космических проектов транспортировка на орбиту составляет значительную часть бюджета; если её удастся сделать более эффективной, общая стоимость космического полёта сильно уменьшится. На текущий день стоимость запуска килограмма полезной массы с Земли на низкую опорную орбиту западными ракетами лежит в пределах от 10 до 25 тыс. $, но некоторые страны субсидируют запуски на суммы около 4000 $. Для Ангары-А5 цена запуска 1 кг груза на НОО составляет 2400 $ .
Поскольку теоретически возможная минимальная стоимость энергии меньше на порядок, возможно значительное снижение стоимости. Для обживания космического пространства, то есть исследования и колонизации космоса, требуются намного более дешёвые методы запуска, а также способ предотвращения серьёзного вреда атмосфере со стороны тысяч, а возможно и миллионов запусков. Другой выгодой может быть возросшая безопасность и надёжность запусков, которая, в дополнение к меньшей стоимости, поможет удалять радиоактивные отходы в космос. Поскольку необходимо преодолеть гравитационный барьер Земли, транспортные средства должны использовать неракетные методы создания движущей силы, например, ионный двигатель, которые имеют большую эффективность движущего вещества (удельный импульс) и больший потенциальный максимум скорости, чем обычные ракеты, но сами не могут быть запущены в космос.

## Сравнение безракетных методов запуска
| Метод                       | Год публикации                                                             | Оценочная стоимость постройки, млрд. $ | Полезная нагрузка, кг | Оценочная стоимость вывода на НОО, $/кг | Ёмкость, тонн в год | Уровень готовности технологии |
| --------------------------- | -------------------------------------------------------------------------- | -------------------------------------- | --------------------- | --------------------------------------- | ------------------- | ----------------------------- |
| Обычная ракета              |                                                                            |                                        | 118 000               | 3273                                    | ~200                | 9                             |
| Космический лифт            | 2004                                                                       | 6,2—40                                 | ≥18 000               | 220—400                                 | 2000                | 2—4                           |
| Hypersonic Orbital Skyhook  | 1993                                                                       | <1                                     | 1500                  |                                         | 30                  | 2                             |
| Rotovator                   | 1977                                                                       |                                        |                       |                                         |                     | 2                             |
| HASTOL,                     | 2000                                                                       |                                        | 15 000                |                                         |                     | 2                             |
| Космический фонтан          |                                                                            |                                        |                       |                                         |                     | ≥2                            |
| Космический мост            | 1980                                                                       | 15                                     | 2*1011                | <0.05                                   | 4*1010              | 2                             |
| Пусковая петля (малая)      | 1985                                                                       | 10                                     | 5000                  | 300                                     | 40 000              | ≥2                            |
| Пусковая петля (большая)    | 1985                                                                       | 30                                     | 5000                  | 3                                       | 6 000 000           | ≥2                            |
| KITE Launcher               | 2005                                                                       |                                        |                       |                                         |                     | 2                             |
| Космический трамвай         |                                                                            | 20                                     | 35 000                | 43                                      | 150 000             | 2—4                           |
| Электромагнитная катапульта |                                                                            |                                        |                       |                                         |                     | 4                             |
| Ram accelerator             | 2004                                                                       |                                        |                       | <500                                    |                     | 6                             |
| Космическая пушка           | 1865                                                                       | 0.5                                    | 450                   | 500                                     |                     | 6                             |
| Пневматическая пушка        | 2020-е (при помощи 10-км пневматической пушки ам. компании Longshot Space) |                                        |                       |                                         |                     |                               |
| Слингатрон (slingatron)     |                                                                            |                                        | 100                   |                                         |                     | 2                             |
| Орбитальный самолёт         | 1992                                                                       | 10—15                                  | 12 000                | 3000                                    |                     | 7                             |
| Лазерный двигатель          |                                                                            |                                        |                       |                                         |                     | ≤4                            |

## Статические структуры
В данном контексте под термином «статические» понимается, что конструктивная часть системы не имеет движущихся частей. Структура как целое, часто находящаяся на орбите, движется на высоких скоростях, но части системы не двигаются относительно других прилежащих частей.

### Компрессионные структуры
Компрессионные структуры для безракетного космического запуска — это предложения по использованию длинных и очень крепких структур, подобных антенным мачтам на растяжках или искусственных гор, по которым может быть поднят груз.

#### Космическая башня
Космическая башня — строение, которое бы достигло внешнего космоса. Чтобы избежать необходимости в транспортном средстве, запускаемом с первой космической скоростью, башня должна возвышаться над границей космоса (выше отметки 100 км — Линия Кармана), но и башня гораздо меньшей высоты могла бы снизить лобовое сопротивление в атмосфере при подъёме. Спутники могут временно вращаться по эллиптическим орбитам, опускающимся до 135 км и ниже, но искажение орбиты, вызывающее вход в плотные слои атмосферы, будет очень быстрым, если только высота позже не будет срочно восстановлена до сотен километров. Если башня, расположенная на экваторе, будет простираться до геосинхронной орбиты на высоте примерно 36 000 км, объекты, выпущенные на такой высоте, могут затем улететь с минимальными затратами энергии и будут находиться на круговой орбите. Однако, башню такой экстремальной высоты невозможно сделать из материалов, существующих в данный момент на Земле. Кроме того, все более низколетящие спутники рано или поздно столкнутся с такой башней (так как плоскость орбиты любого спутника обязательно проходит через центр Земли и следовательно пересекает плоскость экватора). Набросок структуры, достигающей геосинхронной орбиты, впервые был предложен Константином Циолковским, который предложил компрессионную структуру, или «Башню Циолковского».